# 让·古戎路
让·古戎路（Rue Jean-Goujon）是巴黎第八区的一条街道，始于富兰克林·罗斯福大街（Avenue Franklin-D.-Roosevelt）21号，止于阿斯特里德王后广场（Place de la Reine-Astrid）与蒙田大街（Avenue Montaigne）转角处。长520米，宽14.6米。开辟于1823年7月23日。

## 路名
该路是以法国文艺复兴雕塑家让·古戎（Jean Goujon，1510 – 1567年）命名。

## 建筑
- 4号
- 5号
- 6号：装饰艺术风格的公寓楼，由建筑师夏尔·勒马雷斯基耶（Charles Lemaresquier）建于1930年，取代建于1910年的建筑[1]。法国经济、财政和工业部长埃尔韦·盖马尔（Hervé Gaymard）曾每月以公费支付14400欧元的租金，租下这栋600平米的建筑，达到官方标准的两倍。2005年2月《鴨鳴報》爆料了这一丑闻，导致部长的辞职（见“盖马尔事件”，affaire Gaymard）。
- 8号

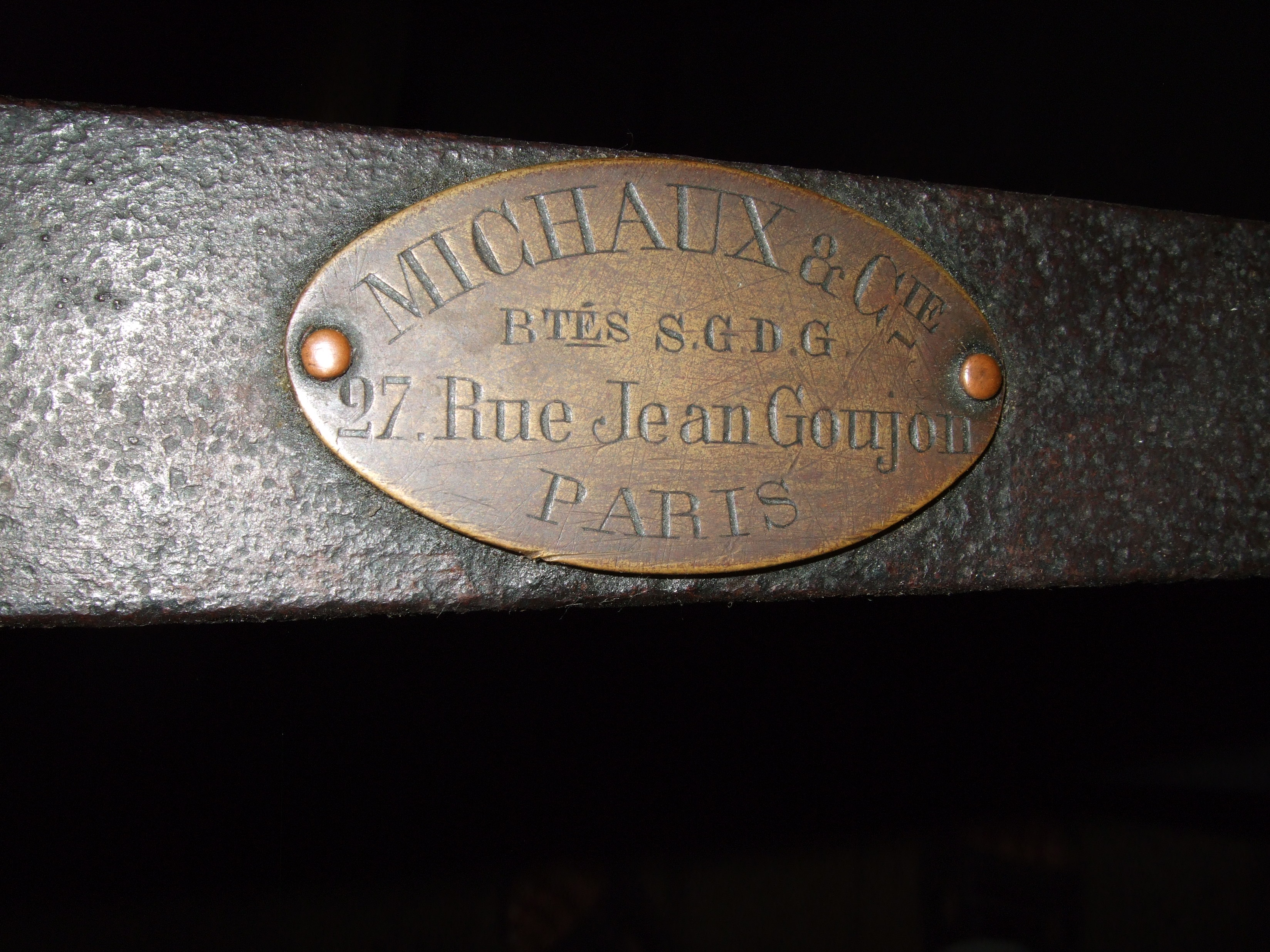
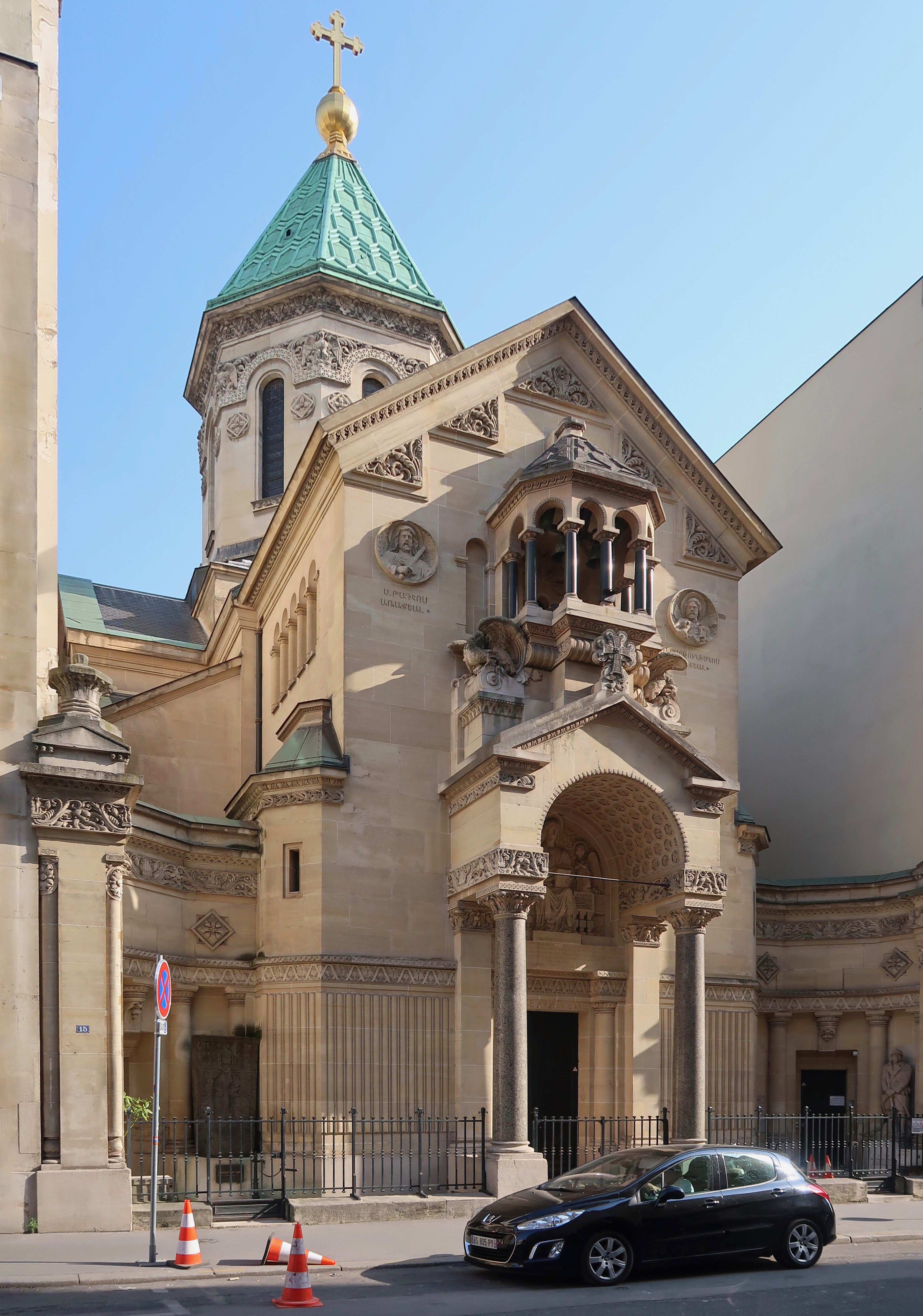
亚美尼亚使徒教会巴黎主教座堂
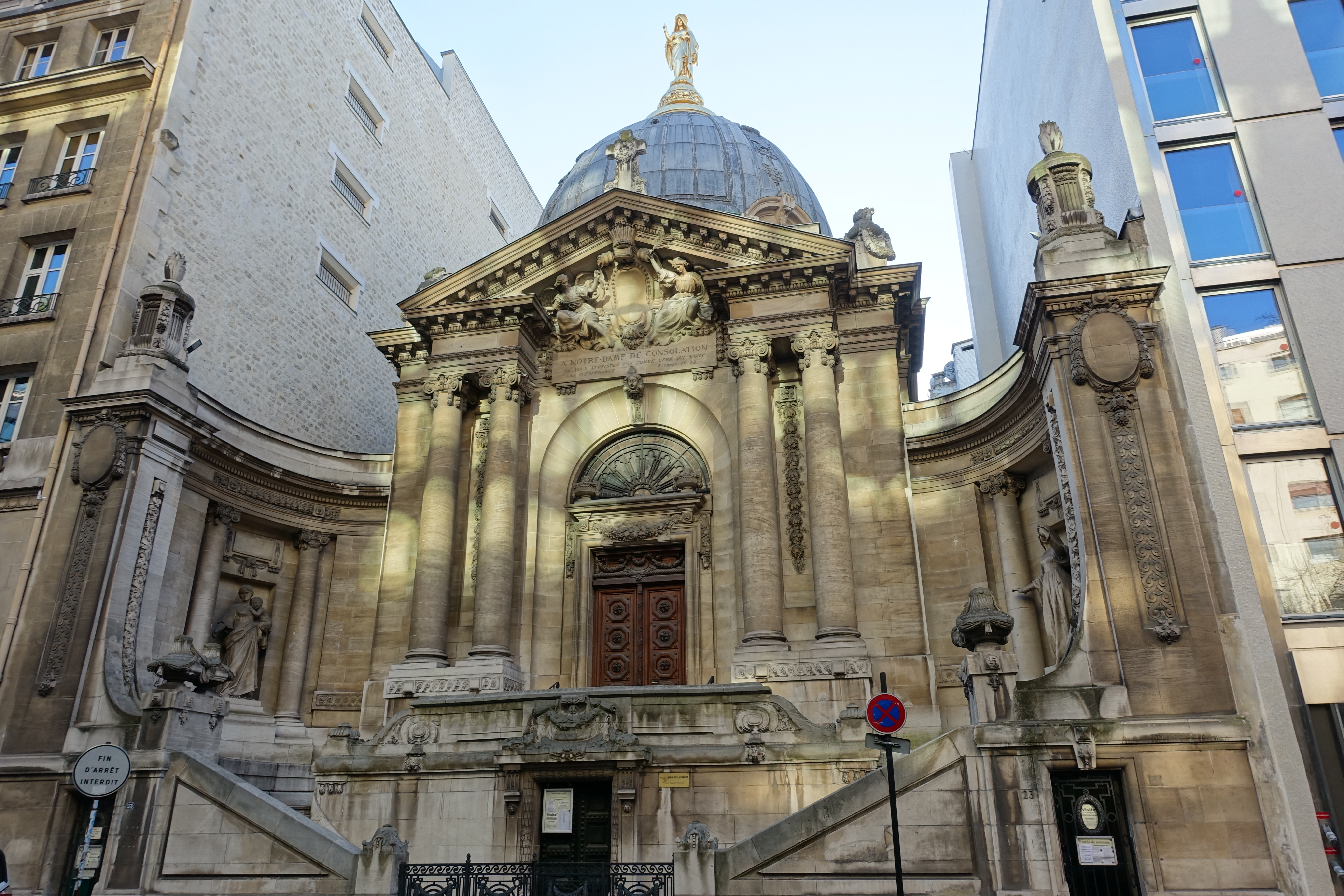
圣母神慰小堂

- 9号: 1830年5月至1832年10月之间[2]，维克多·雨果及其家人住在二楼，在这里写了《巴黎圣母院》，1830年7月28日，女儿阿黛尔（Adèle Hugo）在此出生。1832年，年幼的儿子夏尔（Charles Hugo）差点死于霍乱。雨果太太不能忍受这个偏僻的地方，雨果一家在1832年搬到孚日广场6号。
- 10号
- 11号
- 11 bis

- 12号
- 14号
- 15-19号:
  - 15号: 亚美尼亚使徒教会巴黎主教座堂，属于亚美尼亚使徒教会
  - 17号
- 16号
- 18号
- 23号: 圣母神慰小堂（Chapelle Notre-Dame-de-Consolation），纪念1897年慈善市集（Bazar de la Charité）大火的受害者。

- 亚美尼亚使徒教会巴黎主教座堂
- 圣母神慰小堂

- 29号
- 31号
- 33-33 bis
- 37号

- 7号
- 7 bis
- 9号: 1830年5月至1832年10月之间，维克多·雨果及其家人曾住在二楼[2]。1859年，这所房子被改建为马尔伯爵夫人府邸（Hôtel de la comtesse de Marle）。
- 24-26号：一栋建筑物取代了建筑师费利克斯·朗格莱（Félix Langlais）为雅姆·德·罗斯柴尔德（James de Rothschild）建造的建筑物
- 25号
- 27号: 德米多夫府邸（hôtel Demidoff），属于俄国工业大亨保罗·帕夫洛维奇·德米多夫（Paul Pavlovitch Demidoff）。该府邸及其家具于1869年开始出售。该建筑于1874年1月31日出售给沙特尔公爵奥尔良的罗贝尔（Robert d'Orléans，1840-1910年）。公爵是位热情洋溢的藏书家，为府邸增加了一翼，以容纳他的图书馆，藏书达2500册[3]。1886年，奥尔良公爵不得不离开法国。该府邸由他的儿子探险家奥尔良的亨利（Henri d'Orléans，1867-1901年）居住[1]。后来由共和国总统的儿子步兵上校萨迪·卡诺（Sadi Carnot，1865-1948年）收购。
- 35号